# NGC 6572
NGC 6572 est une nébuleuse planétaire située dans la constellation d'Ophiuchus. NGC 6572 a été découverte par l'astronome germano-balte Wilhelm Struve en 1825.

## Observation
Avec une magnitude visuelle de 8,1, il faut utiliser des jumelles dont l'ouverture est de 40 à 50 mm, ou un petit télescope, pour l'observer. Cependant, comme cette nébuleuse est loin de toute étoile brillante et est de dimension très restreinte, elle peut être difficile à localiser sans un télescope muni d'un ordinateur de guidage.

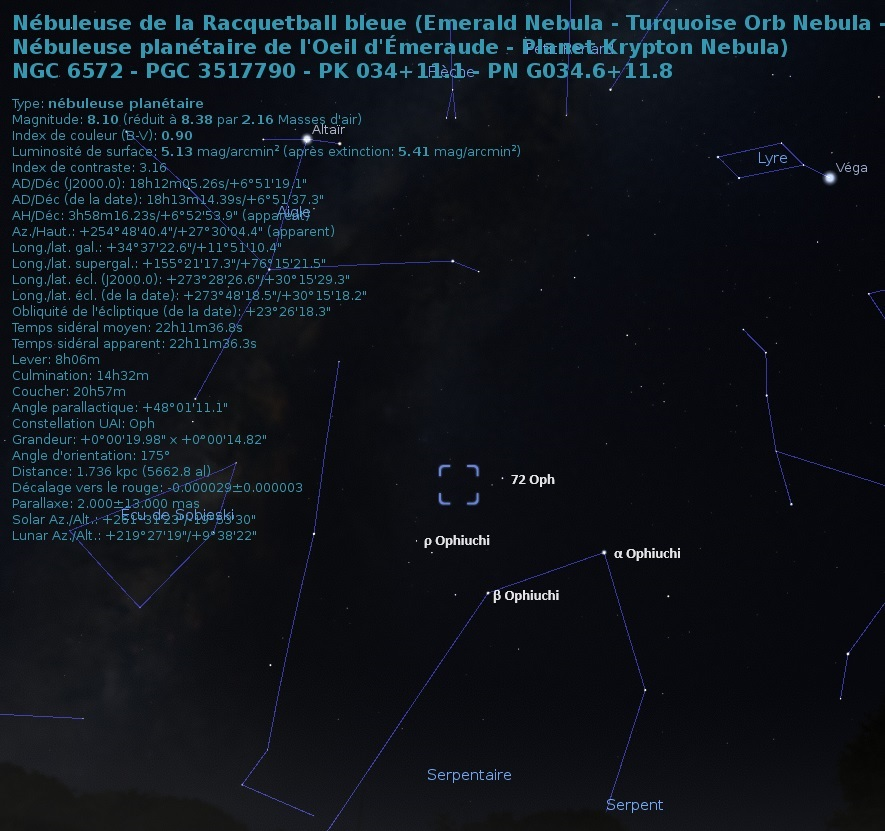
Localisation de NGC 6572 dans la constellation d'Ophiuchus, aussi appelée la constellation du Serpentaire (Stellarium).

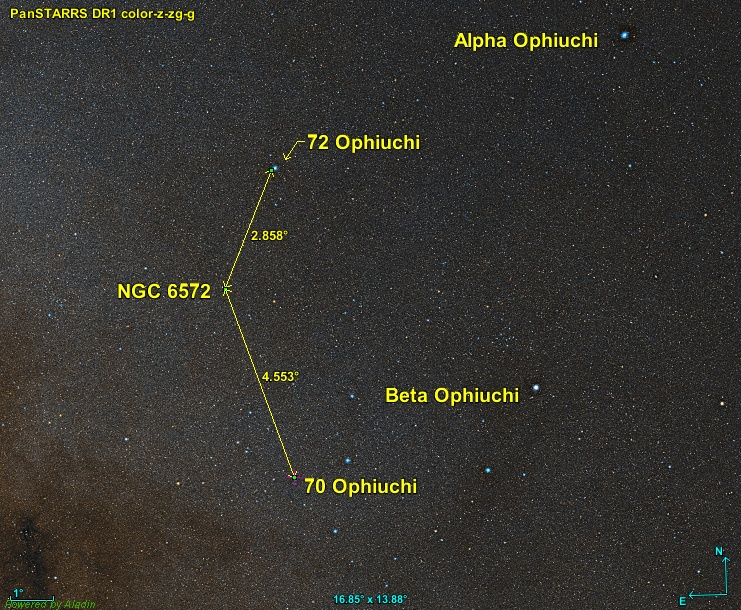
Position de NGC 6572 par rapport à différentes étoiles de la constellation d'Ophiuchus.

Les deux étoiles les plus brillantes de la constellation d'Ophiuchus, Alpha et Beta Ophiuchi, sont passablement éloignées de NGC 6572. Cependant, deux étoiles peu brillantes sont situées à proximité de NGC 6572: 70 Ophiuchi de magnitude 4,02 à 6,01, à 4,6 degrés au sud-ouest, et 72 Ophiuchi de magnitude 3,71 à 2,9 degrés au nord-ouest.  

## Caractéristiques

### Distance, taille et vitesse
Le logiciel en ligne Aladin Lite permet de consulter les données astronomiques de plusieurs catalogues, dont le « GAIA EARLY DATA RELEASE 3 (GAIA EDR3) ». Selon Gaia EDR3, la parallaxe de NGC 6572 est égale à 0,536 6 ± 0,057 8 mas, ce qui correspond à une distance de 1864 +225
−181 pc.
La base de données Simbad indique aussi deux distances pour cette nébuleuse: 1,681 ± 0,036 kpc et 1 736 pc.
La taille apparente de NGC 6572 est de 0,25′. Pour une distance de 1864 +225
−181, un calcul rapide montre que son envergure est d'environ 0,44 ± 0,05 al. Deux valeurs identiques de la vitesse sont indiquées par Simbad: −8,7 ± 0,9 km/s,.

## Étoile centrale
Selon une étude spectrale réalisée entre les longueurs d'onde allant de 365 à 1 005 nm, NGC 6572 provient d'une étoile d'environ une masse solaire et son noyau a une masse d'environ 0,57 {\displaystyle M_{\odot }}. Son rapport métal/hydrogène semble inférieur à celui du Soleil. C'est une nébuleuse planétaire relativement jeune, son âge étant estimé à environ 2 600 ans.
Selon une autre source plus récente (2021), l'étoile centrale exhibe un spectre de type WR(H). Sa magnitude visuelle est égale à 13,0 et sa masse est estimée à 1,509 {\displaystyle M_{\odot }}. Sa température de surface atteint les 69,2 kK ({\displaystyle Log(T_{eff})=4,84}) et sa luminosité est égale à 4 667 {\displaystyle L_{\odot }} ({\displaystyle Log(L/L{\odot })=3,65}). Le rayon de la nébuleuse est estimé à 0,061 pc et son âge est de 6 960 ans.